# 昆陶爾
昆陶爾是西非國家岡比亞的城鎮，由中河區負責管轄，位於該國中部岡比亞河北岸，距離首府詹詹布雷約13公里，1993年人口估計約2,286。
13°40′N 14°53′W / 13.667°N 14.883°W